# Mount Chiang
Mount Chiang är ett berg i Antarktis. Det ligger i Östantarktis. Nya Zeeland gör anspråk på området. Toppen på Mount Chiang är 2 900 meter över havet, eller 291 meter över den omgivande terrängen. Bredden vid basen är 1,4 km. Chiang ingår i Royal Society Range.
Terrängen runt Mount Chiang är bergig österut, men västerut är den kuperad. Trakten är obefolkad. Det finns inga samhällen i närheten. 